# Unapologetic
Unapologetic (укр. Непримиренний) — сьомий студійний альбом барбадоської співачки Ріанни, випущений 19 листопада 2012 року на лейблі Def Jam Recordings. Альбом записаний в період червень-листопад 2012 року, під час розкрутки її шостого студійного альбому «Talk That Talk». Сама співачка виступила продюсеркою альбому й продовжує співпрацювати з The-Dream, David Guetta, Chase & Status і StarGate, при цьому поповнивши список продюсерів Mike Will Made It і Labrinth. В широкому розумінні, альбом поєднує в собі жанри поп музики, електронної музики й дабстеп, що робить його подібним з альбомами Talk That Talk і Rated R.
Unapologetic включає дуети зі своїм тепер вже колишнім партнером Крісом Брауном («Nobody’s Business»), Mikky Ekko («Stay»), Future («Loveeeeeee Song») і Емінемом з піснею «Numb». В цілому, альбом отримав позитивні відгуки від музичних критиків, його назвали сучасним і високо оцінили якість багатьох пісень. Також була критика за «традицію» випускати альбоми рівно через рік, в один і той самий час.
Альбом Unapologetic в перший же тиждень продажів очолив альбомний чарт США Billboard 200, ставши першим альбомом в кар'єрі співачки, який зміг очолити цей чарт. Перший сингл «Diamonds» з альбому вийшов 26 вересня 2012 року й досяг першого місця в Billboard Hot 100 і першого місця в Hot R&B/Hip-Hop Songs. Для підтримки свого альбому, в березні 2013 року співачка вирушила у світове турне.

## Список композицій
| #   | Назва                                      | Автор | Продюсер(и)                                            | Тривалість |
| --- | ------------------------------------------ | --- | ------------------------------------------------------ | ---------- |
| 1.  | «Phresh Out the Runway»                    | David Guetta, Ciorgio Tuinfort, Terius Youngdell Nash                                                                             | David Guetta, Ciorgio Tuinfort                         | 3:42       |
| 2.  | «Diamonds»                                 | Sia Furler, B Levin, M.S. Eriksen, T.E. Hermansen                                                                                 | Stargate, Benny Blanco                                 | 3:46       |
| 3.  | «Numb (feat. Eminem)»                      | Sam Dew, Warren Felder, Ronald "Flip" Colson, Marshall Mathers, Kanye West, Aldrin Davis & Connie Mitchell                        | @0akwud, @Flippa                                       | 3:25       |
| 4.  | «Pour It Up»                               | Michael Williams, Theron Thomas, Timothy Thomas                                                                                   | Mike Will Made-It, J-Bo                                | 2:41       |
| 5.  | «Loveeeeeee Song (з участю Future)»        | Nayvadius Wilburn, Denisea "Blue June" Andrews                                                                                    | Future                                                 | 4:16       |
| 6.  | «Jump»                                     | Kevin Cossum, M.S. Eriksen, T.E. Hermansen, M.B. Williams, S. Milton, W. Kennard, Stephen Garrett, Elgin Lumpkin, Timothy Mosely  | Stargate, Mikey Mike, Chase & Status                   | 4:24       |
| 7.  | «Right Now (з участю David Guetta)»        | David Guetta, Mikkel S. Eriksen, T.E. Hermansen, Shaffer Chimere Smith, Ester Dean, Giorgio Tuinfort, Nick Rotteveel, Terius Nash | David Guetta, StarGate, Nicky Romeom, Giorgio Tuinfort | 3:02       |
| 8.  | «What Now»                                 | Olivia Waithe, Parker Ighile, Nathan Cassells                                                                                     | Parker Ighile, Nathan Cassells                         | 4:03       |
| 9.  | «Stay (з участю Mikky Ekko)»               | Mikky Ekko, Justin Parker, Elof Loelv                                                                                             | Mikky Ekko, Elof Loelv, Justin Parker                  | 4:01       |
| 10. | «Nobody's Business (з участю Chris Brown)» | Terius Nash, Carlos McKinney, Michael Jackson                                                                                     | The-Dream, Carlos McKinney                             | 3:36       |
| 11. | «Love Without Tragedy / Mother Mary»       | Terius Nash, Carlos McKinney | Torius Nash, Carlos "Los" McKinney                     | 6:59       |
| 12. | «Get It Over With»                         | James Fauntleroy, Brian Seals | Kuk Harrell                                            | 3:32       |
| 13. | «No Love Allowed»                          | Sean Fenton, Alexander Izquierdo, Ernest Wilson, Steve Wyreman                                                                    | No ID                                                  | 4:09       |
| 14. | «Lost In Paradise»                         | Ester Dean, M.S. Eriksen, T.E. Hermansen, T. Mckenzie                                                                             | Stargate                                               | 3:35       |

| Deluxe Edition | Deluxe Edition                            | Deluxe Edition                                                | Deluxe Edition | Deluxe Edition |
| #              | Назва                                     | Автор                                                         | Продюсер(и)    | Тривалість     |
| -------------- | ----------------------------------------- | ------------------------------------------------------------- | -------------- | -------------- |
| 15.            | «Half Of Me»                              | Emeli Sandé, M.S. Eriksen, T.E. Hermansen, ADELE, Shahid Khan | Stargate       | 3:13           |
| 16.            | «Diamonds» (Dave Aude 100 Extended Mix)   | Sia Furler, B Levin, M.S. Eriksen, T.E. Hermansen             | Stargate       | 5:04           |
| 17.            | «Diamonds» (Gregor Salto Downtempo Remix) | Sia Furler, B Levin, M.S. Eriksen, T.E. Hermansen             | Stargate       | 4:29           |